# Cariblatta cryptobia
Cariblatta cryptobia är en kackerlacksart som beskrevs av Rehn, J. A. G. och Morgan Hebard 1927. Cariblatta cryptobia ingår i släktet Cariblatta och familjen småkackerlackor.
Artens utbredningsområde är Jamaica. Inga underarter finns listade.